# Peter Matthiessen (Mediziner)
Peter Matthiessen (* 25. Mai 1944 in Calw; † 30. April 2019 in Herdecke) war Professor für Medizintheorie und Komplementärmedizin.

## Lebenslauf
Peter Matthiessen besuchte die Freie Waldorfschule Stuttgart-Uhlandshöhe, studierte Humanmedizin in Marburg und der Washington State University St. Louis. Er wurde 1971 über Histometrische Untersuchungen zur Entwicklungsdynamik der Nachniere bei der Ratte promoviert. Die Weiterbildung zum Facharzt für Neurologie, Psychiatrie und Psychotherapie absolvierte er in Herdecke, Dortmund und Marburg. Er war 1983 Mitbegründer der Universität Witten/Herdecke (UW/H). 1987 bis 1993 war er Vorstandsmitglied der Freien Europäischen Akademie der Wissenschaften (FEAW), einer Vorgängerorganisation der UW/H. 1993 wurde er erster Inhaber des Gerhard-Kienle-Stiftungslehrstuhls für Medizintheorie und Komplementärmedizin an der UW/H. 
1986–1996 führte Matthiessen im Auftrag der deutschen Bundesregierung die erste akademische Bestandsaufnahme der Komplementärmedizin in Deutschland durch („unkonventionelle Methoden der Krebsbekämpfung (UMK)“ und ab 1994 „unkonventionelle medizinische Richtungen (UMR)“) und war deutscher Delegierter des von 1994 bis 1998 laufenden EU-Projektes „Unconventional Medicine, COST – B4 – Programm“. Er war einer der Begründer und später stellvertretender Sprecher des unter Mitwirkung des damaligen Präsidenten der Bundesärztekammer, Jörg-Dietrich Hoppe, im Herbst 2000 ins Leben gerufenen „Dialogforum Pluralismus in der Medizin“, das sich „für einen fruchtbaren Austausch zwischen Schul- und Komplementärmedizin einsetzt“. 2009 wurde er emeritiert und Peter Heusser wurde sein Nachfolger auf dem Lehrstuhl. Er war Mitglied des vierköpfigen executive board des internationalen Forschungsbeirats der medizinischen Sektion der Freien Hochschule für Geisteswissenschaft.

## Positionen und Rezeption
Peter Matthiessen setzte sich für einen Methoden- und Theorienpluralismus in der Medizin ein. Dies war bereits ein Gründungsimpuls der Universität Witten/Herdecke. Er vertrat die Meinung, dass Einzelfälle, wenn sie nur stringent genug dargestellt würden, ein Generalisierungspotential hätten. Zur Verteidigung der Homöopathie, wo Einzelfallbeobachtungen eine besondere Bedeutung zukommt, verfasste er 2018 die Stellungnahme Homöopathie und intellektuelle Redlichkeit. Darin schrieb er, es sei „dem Staat verfassungsrechtlich untersagt, einen bestimmten Wissenschaftsansatz bzw. ein bestimmtes medizinisches Paradigma zu privilegieren“ und verteidigte zugleich ein solches im Arzneimittelgesetz festgeschriebenes Privileg für homöopathische Arzneimittel, die für eine Registrierung vom Nachweis einer Wirkung befreit sind (Binnenkonsens). Die zahlreichen im Text enthaltenen Vorwürfe gegen Homöopathie-Kritiker wurden von den Initiativen Münsteraner Kreis und Informationsnetzwerk Homöopathie als unbegründet zurückgewiesen.

## Publikationen
- Malte Bühring (Hrsg.): Naturheilverfahren und Unkonventionelle Medizinische Richtungen. Grundlagen, Methoden, Nachweissituationen. Springer, Berlin / Heidelberg 2004, ISBN 3-662-08913-0, urn:nbn:de:1111-20131119221.
- Peter F. Matthiessen: Der Hochschulgedanke Rudolf Steiners und die Universität Witten/Herdecke. In: Peter Heusser, Johannes Weinzirl (Hrsg.): Rudolf Steiner – Seine Bedeutung für Wissenschaft und Leben heute. Schattauer, 2014, ISBN 978-3-7945-6776-8.